# TOKYO NIGHT
「TOKYO NIGHT」（トウキョウ・ナイト）は、MiChiの10枚目のシングル。

## 解説
- 表題曲「TOKYO NIGHT」について、MiChiは「都会に居て感じる孤独感や寂しさを歌ってる」と語っている。[1]。PVには早見あかりが出演しており、ジャケットは芝公園の前で撮影が行われた[1]。
- 「Revolution」はザ・ヴェロニカズの同名曲をカバー。

## 収録曲
（全編曲：Tomokazu Matsuzawa）
1. TOKYO NIGHT
  - 作詞：いしわたり淳治／作曲：LEO今井
2. December
  - 作詞：MiChi／作曲：MiChi、Tomokazu Matsuzawa
3. Revolution
  - 作詞・作曲：Chantal Kreviazuk、Raine Maida
  - 東宝配給映画『ガール』挿入歌
4. TOKYO NIGHT（Instrumental）